# Placa de Maoke

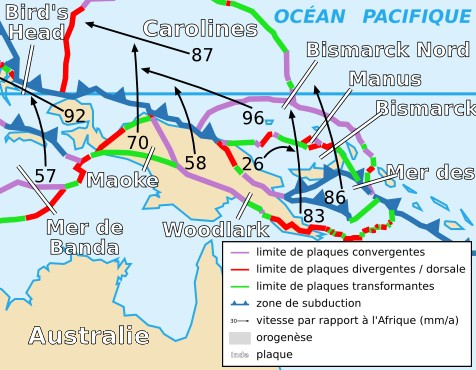
Mapa de la Placa de Maoke i les plaques veïnes (en francès)

La placa de Maoke és una microplaca tectònica de la litosfera de la Terra. La seva superfície és de 0,00284 estereoradiants. Normalment està associada amb la placa australiana.
Es troba a l'oest de Nova Guinea, i n'ocupa les muntanyes de Maoke de les quals agafa el seu nom.
La placa de Maoke està en contacte amb les plaques Woodlark, australiana i Bird's Head.
El desplaçament de la placa de Maoke es produeix a una velocitat de 0,8927° per milió d'anys en un pol d'Euler situat a 59°59'de latitud sud i 78°88' de longitud est (referència: placa del Pacífic).